# Faculty of 1000
Faculty of 1000 oder F1000 (deutsch Fakultät der 1000) ist eine Webseite für Wissenschaftler, die der kollaborativen Bewertung von Publikationen auf dem Gebiet der Life Sciences dient.
F1000 wurde von Vitek Tracz gegründet und hat inzwischen etwa 5000 Wissenschaftler angezogen. Der kostenpflichtige Empfehlungsdienst trägt den Namen F1000Prime.
Mit F1000Research wird auch eine Open-Access-Veröffentlichungsplattform betrieben. Dort eingereichte Veröffentlichungen sind schon sehr früh über PubMed zugänglich; alle Gutachten werden öffentlich gemacht, und jede verbesserte Version erhält eine eigene Versionsnummer.

## Koordinatoren
Quelle:
| Wissenschaftler                  | Prominenz                                    |
| -------------------------------- | -------------------------------------------- |
| Anästhesiologie & Schmerzmedizin |                                              |
| Lars Eriksson                    |                                              |
| Mervyn Maze                      |                                              |
| Ronald Miller                    |                                              |
| Herz-Kreislauf-Erkrankungen      |                                              |
| Frans van de Werf                |                                              |
| Jeffrey L. Anderson              |                                              |
| Kristin Newby                    |                                              |
| Zellbiologie                     |                                              |
| Gary Borisy                      |                                              |
| Randy Schekman                   | Nobelpreis für Physiologie oder Medizin 2013 |
| Steven McKnight                  |                                              |
| Chemische Biologie               |                                              |
| Gerald Joyce                     |                                              |
| Jon Clardy                       |                                              |
| Stuart Schreiber                 |                                              |
| Intensiv- und Notfallmedizin     |                                              |
| Jean-Louis Vincent               |                                              |
| Jesse Hall                       |                                              |
| Dermatologie                     |                                              |
| Georg Stingl                     |                                              |
| Stephen I. Katz                  |                                              |
| Entwicklungsbiologie             |                                              |
| Judith Kimble                    |                                              |
| Philip Ingham                    |                                              |
| Richard Harland                  |                                              |
| Diabetologie & Endokrinologie    |                                              |
| Paul Davis                       |                                              |
| Paul M. Stewart                  |                                              |
| Willis Samson                    |                                              |
| Ökologie                         |                                              |
| Harold Mooney                    |                                              |
| Ilkka Hanski                     |                                              |
| Gastroenterologie & Hepatologie  |                                              |
| Mario Strazzabosco               |                                              |
| Michael Farthing                 |                                              |
| Genetik                          |                                              |
| Robert H. Waterston              |                                              |
| Rudolf Jaenisch                  |                                              |
| Hämatologie                      |                                              |
| Edward Benz                      |                                              |
| Eliane Gluckman                  |                                              |
| Immunologie                      |                                              |
| Douglas Fearon                   |                                              |
| Frederick Alt                    |                                              |
| Philippa Marrack                 |                                              |
| Infektionskrankheiten            |                                              |
| Mervyn Shapiro                   |                                              |
| Nickt White                      |                                              |
| Robert Gallo                     |                                              |
| Mikrobiologie                    |                                              |
| Julian E. Davies                 |                                              |
| Philippe Sansonetti              |                                              |
| Nephrologie                      |                                              |
| Hamid Rabb                       |                                              |
| Norbert Lameire                  |                                              |
| Neurologische Störungen          |                                              |
| Alastair Compston                |                                              |
| Guy McKhann                      |                                              |
| Joseph B. Martin                 |                                              |
| Richard Frackowiak               |                                              |
| Lutz Jäncke                      |                                              |
| Neurowissenschaften              |                                              |
| Carla Shatz                      |                                              |
| Charles Stevens                  |                                              |
| Martin Raff                      |                                              |
| William T. Newsome               |                                              |
| Onkologie                        |                                              |
| Bob Pinedo                       |                                              |
| George Canellos                  |                                              |
| Augenheilkunde                   |                                              |
| Andrew Lee                       |                                              |
| Dimitri Azar                     |                                              |
| Hals-Nasen-Ohren-Heilkunde       |                                              |
| Charles Cummings                 |                                              |
| Patrick Bradley                  |                                              |
| Pharmakologie                    |                                              |
| Floyd Bloom                      |                                              |
| Leslie Iversen                   |                                              |
| Paul Insel                       |                                              |
| William A. Catterall             |                                              |
| Physiologie                      |                                              |
| Allen Cowley                     |                                              |
| Bruce McEwen                     |                                              |
| Denis Noble                      |                                              |
| Botanik                          |                                              |
| Elliot Meyerowitz                |                                              |
| Joanne Chory                     |                                              |
| Psychiatrie                      |                                              |
| Judith Rapoport                  |                                              |
| Julien Mendlewicz                |                                              |
| Epidemiologie                    |                                              |
| Barry R. Bloom                   |                                              |
| Michael Marmot                   |                                              |
| Forschungsmethoden               |                                              |
| Dan Mayer                        |                                              |
| Paul Glasziou                    |                                              |
| Atemwegserkrankungen             |                                              |
| James Crapo                      |                                              |
| Peter J. Barnes                  |                                              |
| Rheumatologie & Immunologie      |                                              |
| Betty Diamond                    |                                              |
| Peter Lipsky                     |                                              |
| Ravinder N. Maini                |                                              |
| Strukturbiologie                 |                                              |
| Wei Yang                         |                                              |
| William Weis                     |                                              |
| Urologie                         |                                              |
| Arnulf Stenzl                    |                                              |
| Peter Scardino                   |                                              |
| Gynäkologie                      |                                              |
| Hilary Critchley                 |                                              |
| Lesley Regan                     |                                              |
| Linda Giudice                    |                                              |